# Blankenberge
Blankenberge (fr. Blankenberghe) – miasto w zachodniej Belgii, w Regionie Flamandzkim, w prowincji Flandria Zachodnia, w okręgu Brugia. Leży na Wybrzeżu Belgijskim, na północny wschód od Ostendy.
Miasto ma piaszczystą plażę o długości 3,3 km i 350-metrowe molo zbudowane w 1894. Zostało ono zniszczone w 1914 roku podczas I wojny światowej i odbudowane w latach 1931–1933. Pierwsze molo zostało wykonane z żelaza, obecne jest z betonu. Na końcu mola znajduje się pawilon, w którym można odwiedzić Aquaramę - wystawę prezentującą faunę i florę Morza Północnego.
Blankenberge jest popularnym belgijskim nadmorskim kurortem. Jest częstym celem jednodniowych wycieczek, gdyż ma dobre połączenie kolejowe z centrum Belgii. Stacja kolejowa Blankenberge położona jest 10 minut od plaży, a droga na plażę prowadzi przez deptak. Co 200 metrów na plaży znajduje się falochron. Już w XVII wieku Blankenberge było ulubionym kurortem mieszkańców Brugii. Pierwszy hotel został wybudowany tutaj ok. 1850. W 1871 sam niemiecki cesarz przybył do Blankenberge, aby odpocząć po wojnie z Francją.
Przy plaży, niemal w centrum Blankenberge, znajduje się kasyno Casino Blankenberge. Stoi ono w miejscu, gdzie wcześniej znajdowała się wybudowana w 1810 roku twierdza Napoleona. Forteca ta została później zniszczona i zastąpiona przez pierwsze kasyno. W latach 1932–1935 nastąpiła jego renowacja i kasyno uzyskało wystrój w styl art déco. Ostatecznie w 1991 cały kompleks został odnowiony.
Po zachodniej stronie plaży znajduje się przystań żeglarska, która kiedyś była przystanią rybacką. W XX w. liczba rybaków stale spadała i po II wojnie światowej powstała nowoczesna przystań, w której może cumować 750 jachtów.

## Podział administracyjny
W skład miasta wchodzi jedna dzielnica (deelgemeente):
- Uitkerke

## Turystyka
- kościół pw. św. Antoniego (Sint-Antonius) z XIV wieku, zniszczony w XVI i XVII wieku. Obecny kościół zachował tylko barokowe malowidła
- najstarszym zachowanym budynkiem jest stary ratusz zbudowany w latach 1679–1680. Do jego budowy wykorzystano materiały z hiszpańskiej fortecy. Został odnowiony w latach 1982–1984 i obecnie służy za budynek wystawowy
- Paravang - elegancki wiatrochron zbudowany w 1908. Dach wzniesiony został w stylu neogotyckim
- Sea Life Blankenberge w którym mieszczą się akwaria i podwodny tunel, gdzie można zobaczyć florę Morza Północnego

## Sport
- KSC Blankenberge – klub piłkarski

## Osoby

### urodzone w Blankenberge
- Frédéric Leroy, poeta
- Frans Masereel, flamandzki malarz i rzeźbiarz
- Brian Vandenbussche, piłkarz
- Roger Wittevrongel, artysta

### związane z miastem
- Adolf Eugen Fick, niemiecki fizjolog, który zmarł w 1901 w Blankenberge. Sformułował prawa Ficka